# Millesimo di radiante
In ambito militare, il millesimo di radiante (detto comunemente "millesimo") è un'unità di misura impiegata per determinare gli scarti, e le relative correzioni, nei tiri con l'artiglieria.

## Definizione
Equivale ad una corda lunga un metro di una circonferenza avente raggio di un chilometro. Per esempio, per correggere un colpo caduto 100 metri a destra di un bersaglio posto alla distanza di 10 km bisognerà apportare una correzione di 10°° (millesimi) rosso. La scala graduata che si osserva all'interno di alcuni binocoli è espressa in "Millesimi di Radiante".